# Gottfried Arnold Lehmann
Gottfried Arnold Lehmann (* 18. August 1766 in Leer; † 25. Dezember 1819 in Berlin) war ein deutscher Kupferstecher und Lithograf.

## Leben
Gottfried Arnold Lehmann war das jüngste von fünf Kindern des Sattlermeisters Gottfried Wilhelm Lehmann in Leer, der in zweiter Ehe mit Katharina Margarethe Frantzen aus Aurich verheiratet war. Welche Ausbildung Gottfried Arnold zum Kupferstecher erhalten hat, ist nicht bekannt, aber 1789 trat er mit seiner Kunst erstmals an die Öffentlichkeit. Nach einem kurzen Aufenthalt in Amsterdam, wo er seine Ehefrau Rosine Therese Hirschmann kennenlernte, ließ sich das Paar um 1794 in Hamburg nieder, wo drei Kinder geboren wurden, unter ihnen sein Sohn Gottfried Wilhelm. Im Jahr 1800 zog die Familie nach Berlin, wo er als Kupferstecher arbeitete und drei weitere Kinder geboren wurden. Ein Napoleon-Porträt, das er nach dem Einzug Napoleons in Berlin herausgab, war ein großer Erfolg. Zu seinen Werken gehören Porträts, Buchillustrationen, Kopien alter Meister, Topographien und historische Darstellungen. Lehmann nahm regelmäßig an den Ausstellungen der Berliner Akademie der Künste teil, so in den Jahren 1802, 1808, 1812, 1814 und 1818.

## Werke (Auswahl)

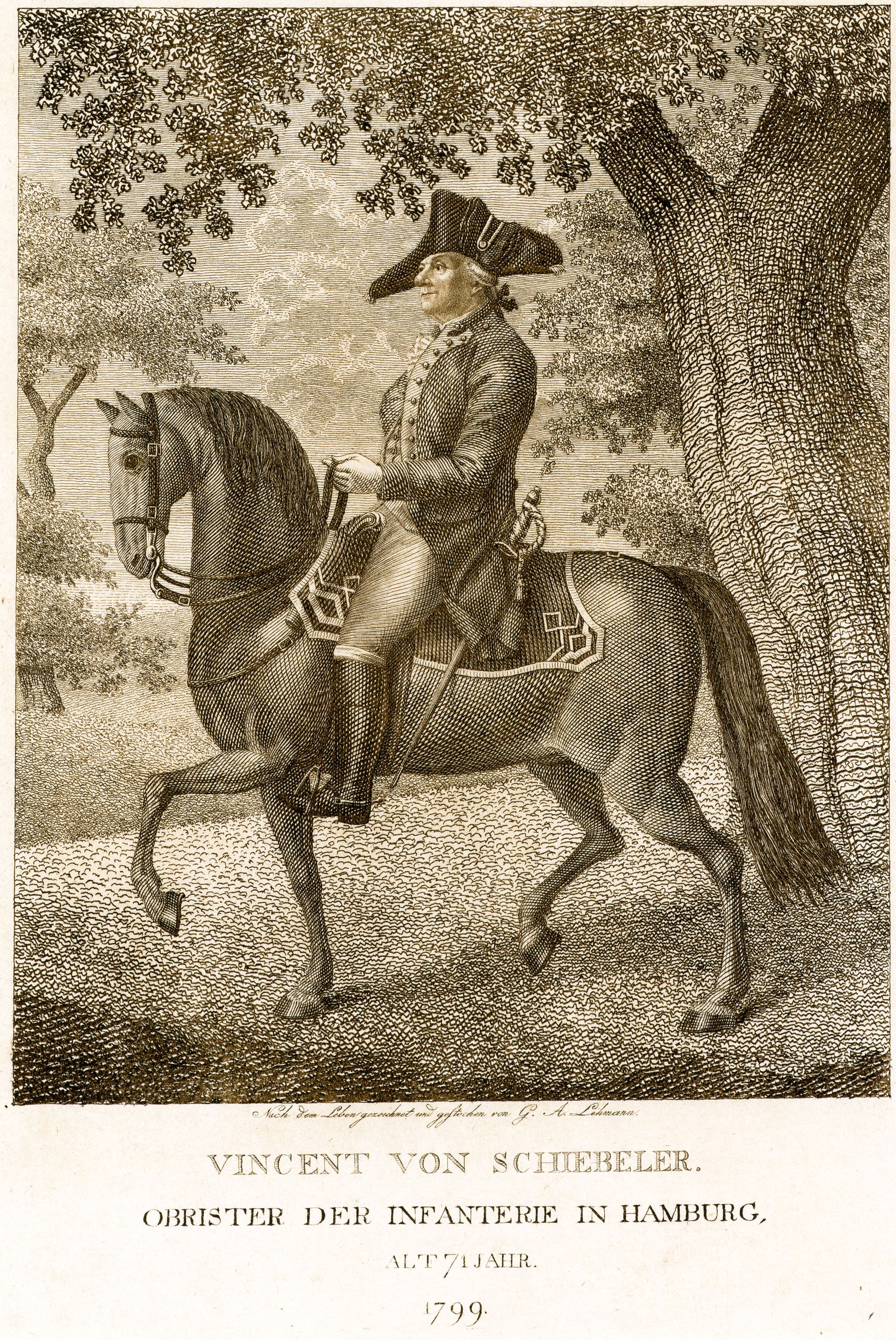
Kupferstich Vincent von Schiebeler (1799)

### 1799
- Vincent von Schiebeler, Staats- und Universitätsbibliothek Hamburg

### 1802 auf der Ausstellung gezeigt
- Berlin vom Tempelhofer Berge
- Gegend von Pichelsberg in der Nähe Berlins
- Ansicht des Königlichen Jagdschlosses Grunewald, dem See und der umliegenden Waldgegend

### 1805–1810
- Ansicht des inneren Havens und des Rathhauses von Emden
- Aeußere Ansicht des Havens und der Stadt Emden
- Leer, von der Nesse angesehen

### 1811
- Denkmale aus dem Leben Luthers (Acht Blätter)

### 1820 herausgegeben
- Ein Tag in Berlin mit 51 Teilansichten